# Pierre Scheuer
Pierre Scheuer, né le 9 novembre 1872 à Schaerbeek (Belgique) et décédé le 2 février 1957 à Louvain (Belgique), était un prêtre jésuite belge, philosophe, métaphysicien et mystique.

## Biographie
Pierre Scheuer a 8 ans lorsque sa famille s'installe à Naples en Italie où son père travaille comme ingénieur (1880). Il y fait sa scolarité, la poursuivant à Barcelone où il obtient le diplôme de fin d’études secondaires (1890). Il songe déjà à la vie religieuse, et lorsque sa famille revient en Belgique Pierre entre au noviciat des jésuites, à Tronchiennes, le 11 novembre 1891.

### Formation intellectuelle
Les années de formation spirituelle de base terminées il fait trois années de philosophie à l’université de Louvain (1896-1899) à la fin desquelles il passe avec succès le 'Grand acte': il défend publiquement une série de 82 thèses de philosophie et physique. Il poursuit ses études par une année de spécialisation en philosophie moderne à Paris. Revenu à Louvain Pierre Scheuer y suit le cours de théologie qui le conduit au sacerdoce (1900-1904). Il reçoit l’ordination sacerdotale le 16 août 1903. Une séance publique solennelle couronne sa formation théologique: il y défend brillamment une série de thèses liant la théologie à la logique générale et métaphysique au cours de l’histoire de la philosophie.  
Il interrompt brièvement son enseignement pour accomplir l’ultime étape de la formation jésuite, le troisième an (1906-1907) qu’il fait à Linz en Autriche.

### Enseignement
De retour dans la ville universitaire il est destiné à enseigner, la philosophie et former les jeunes jésuites au philosophat jésuite de Louvain. Louvain sera sa résidence jusqu'à sa mort en 1957. Très à l’aise dans tous les domaines de la philosophie Pierre Scheuer enseigne la cosmologie, la psychologie rationnelle, la métaphysique et l’histoire de la philosophie. Il est éloquent, vif et enthousiaste et a une grande influence sur ses étudiants et dans le milieu universitaire. 
Il défend avec ardeur sa métaphysique fondée, non sur des données d'expérience, mais dans un premier principe a priori, qui confirme l'objectivité de la pensée, De ce principe, appliqué concrètement par la conscience de soi, il déduit les thèses thomistes sur l’Être, sur l'âme humaine et Dieu. Auprès de ses étudiants il apparaît être un authentique thomiste, mais les défenseurs du thomisme traditionnel - qui règne en maître à l’époque - l’accusent de se laisser influencer par Kant et Hegel. Scheuer répond en montrant que précisément, au contraire de ces philosophes dont les thèses conduisent à l’agnosticisme les siennes confirment la certitude de l’Être. 
Cependant les accusations se multiplient, et l’atmosphère générale dans les milieux ecclésiastiques étant opposée à tout ce qui serait la moindre concession à l’esprit du siècle’ (modernisme), Scheuer est contraint de s’expliquer à Rome. Ce qu’il fait en deux longues lettres envoyées au supérieur général Vladimir Ledochowski, y défendant résolument sa philosophie. Il ne convainc pas. En 1917 on lui retire son enseignement universitaire. 

### Prédication et mystique
Dans un esprit de foi et d’obéissance religieuse il accepte la décision sans aigreur. Il se tourne alors vers la prédication et donne de nombreuses retraites et exercices spirituels, particulièrement pour les membres du clergé qui apprécient son éloquence vive comme la clarté et profondeur de ses vues. Sa personnalité simple et spontanée lui attire beaucoup d’amis. 
À partir de 1934 il est conquis par le message de la Vierge des Pauvres de Banneux. Il continue à écrire dans le domaine de la métaphysique et la mystique, les deux lui étant de plus en plus proches et mystiquement unis. Mais il ne publie pas. Une grande partie de ces écrits disparurent dans l’incendié du théologat jésuite d’Eegenhoven-Louvain au début de la Seconde Guerre mondiale, en 1940. 
Le 8 février 1957 Pierre Scheuer s’éteint à Louvain. Sa dernière prière fut un appel à la Vierge des Pauvres  pour qu’elle vienne soulager sa souffrance.

## Écrits
- Les œuvres du P.Scheuer (éd. par Léon Wuillaume), 3 vol., Namur, 1974-1982.